# SV Leo Victor
El Sport Vereniging Leo Victor (conocido como SV Leo Victor), es un equipo de fútbol de Surinam que compite en la Liga Mayor de Surinam, la liga principal de fútbol en el país.
Fue fundado en 1934 en la capital Paramaribo.

## Palmarés
- SVB Hoofdklasse: 5

1961, 1963, 1978, 1982, 1993
- Copa de Surinam: 2

2003, 2014
- Copa Presidente de Surinam: 1

2003

## Participación en competiciones internacionales
- Copa de Campeones de la Concacaf: 5 apariciones

1964 - Final - No la disputó contra  Uruguay de Coronado
1979 - Segunda ronda (Caribe) - Eliminado por  Jong Colombia 3 - 2 en el marcador global (ronda 2 de 3)
1983 - Primera ronda (Caribe) - Eliminado por  SV Dakota 5 - 4 en el marcador global (ronda 1 de 4)
1988 - Primera ronda (Caribe) - Eliminado por  ASL Sport Guyanais 3 - 2 en el marcador global (ronda 1 de ?)
1993 - Primera ronda (Caribe) - Eliminado por  ASL Sport Guyanais 3 - 1 en el marcador global (ronda de 5)
1994 - Segunda ronda (Caribe) - Eliminado por  CRKSV Jong Colombia 1 - 1 en el marcador global(5-4 penales) (ronda 3 de 7)
- Campeonato de Clubes de la CFU: 2 apariciones

2007 - Cuartos de final  - Eliminado por  Puerto Rico Islanders 7 - 1  (ronda 2 de 4)
2010 - Retirado en la Segunda ronda por razones financieras